# فرودگاه ناموپلا
فرودگاه ناموپلا (به انگلیسی: Nampula Airport) یک فرودگاه همگانی با کد یاتا APL است که یک باند فرود شن دارد و طول باند آن ۲۰۰۰ متر است. این فرودگاه در کشور موزامبیک قرار دارد و در ارتفاع ۴۴۰ متری از سطح دریا واقع شده‌است.

## شرکت‌های هواپیمایی و مقصدهای پروازی
| شرکت‌های هواپیمایی       | مقصدهای پروازی                                               |
| ----------------------- | ------------------------------------------------------------ |
| ایرلینک                 | اولیور تامبو                                                 |
| کنیا ایرویز             | جومو کنیاتا                                                  |
| LAM Mozambique Airlines | بیرا، ژولیوس نیرر، Lichinga، ماپوتو، پمبا، موزامبیک، چینگوزی |
| Malawian Airlines       | چیلکا، لیلونگوه                                              |